# Tolerància social
La tolerància social és la disposició a admetre que els altres pensin o actuïn diferentment d'altres. Una acció tolerant ha de comportar una actitud oberta, capaç d'acceptar les diferències i de saber conviure en la discrepància i una actitud dialogant i transigent, que sap escoltar i és capaç d'arribar a una entesa, cedint en unes coses per obtenir-ne d'altres, sense encasellar-se en les pròpies posicions.
Per a ser tolerant cal estar format en el reconeixement que les diferències entre les persones és un bé de la humanitat. La maduresa d'una persona és un factor important per a tenir un elevat grau de tolerància. La inseguretat i les personalitats "febles" són factors que afavoreixen la intolerància. Aquestes persones originen actituds defensives, tancades i intransigents. La violència i els crits són els arguments nerviosos dels qui, amb la força exterior, intenten dissimular una extraordinària inseguretat interior.
La tolerància és una capacitat personal que es desenvolupa com altres capacitats cognitives i emocionals al llarg de desenvolupament de l'individu. Els aprenentatges, l'experiència, la reflexió i el pensament constructiu i crític afavoreixen una major tolerància. La tolerància és una capacitat que creix amb el desenvolupament moral (Kohlberg). L'exposició a dilemes morals, per exemple és un bon sistema per a aprendre a admetre altres punts de vista, i acceptar l'autocrítica i així augmentar la nostra tolerància.
La tolerància genera tolerància...No hi ha persones intolerants o tolerants, hi ha persones que exerceixen una baixa tolerància, però que poden aprendre i modificar els seus esquemes cap a una major tolerància.
No hi ha ésser humà totalment intolerant; ni hi ha esser humà totament tolerant, és una qüestió de grau susceptible de modificació en funció de l'entorn, l'experiència... Gràcies a la tolerància, s'aconsegueix també una actitud d'escolta, de respecte, de curiositat cap a l'altre, d'enriquiment personal.
Karl Popper enuncia una paradoxa associada: si s'és realment tolerant, s'hauria de tolerar la intolerància, el contrari, per tant una societat tolerant acaba sent intolerant perquè no reprimeix l'aparició o manifestació d'aquesta.